# Буче (Свебодзінський повіт)
Буче (пол. Bucze) — село в Польщі, у гміні Любжа Свебодзінського повіту Любуського воєводства.
Населення — 236 осіб (2011).
У 1975-1998 роках село належало до Зеленогурського воєводства.

## Демографія
Демографічна структура станом на 31 березня 2011 року:
|          | Загалом | Допрацездатний вік | Працездатний вік | Постпрацездатний вік |
| -------- | ------- | ------------------ | ---------------- | -------------------- |
| Чоловіки | 130     | 31                 | 87               | 12                   |
| Жінки    | 106     | 26                 | 54               | 26                   |
| Разом    | 236     | 57                 | 141              | 38                   |